# Winnertzia discretella
Winnertzia discretella är en tvåvingeart som beskrevs av Spungis 1992. Winnertzia discretella ingår i släktet Winnertzia och familjen gallmyggor. Inga underarter finns listade i Catalogue of Life.